# Бранко Цветковић
Бранко Цветковић (Грачаница, 5. март 1984) бивши је српски кошаркаш. Играо је на позицијама бека и крила.

## Клупска каријера
Кошарком је почео да се бави у КК Нови Сад за који је играо у млађим категоријама. Онда је у сезони 2000/01. био члан Војводине, да би следеће три сезоне провео у екипи Спартака из Суботице. Његов таленат није остао незапажен руководству ФМП-а у који прелази 2004, са тим што је једну сезону био послат на каљење у Борац из Чачка. Са ФМП-ом је освојио и два трофеја у Јадранској лиги и Куп Радивоја Кораћа.
Године 2007. потписао је за шпанску Ђирону. Ђирона се због финансијских проблема угасила, тако да је Цветковић од лета 2008. постао слободан играч и ангажовао га је грчки Паниониос. Напустио их је у априлу 2009. и потписао за Сарагосу до краја сезоне.
У новембру 2009. се вратио у ФМП потписавши отворени уговор. Међутим након само три утакмице их напушта и потписује уговор са италијанским Скаволинијем где остаје до краја сезоне. За сезону 2010/11. је потписао за Доњецк. Од 2011. до 2014. је наступао за казахстанску Астану. У фебруару 2015. је постао члан Фуенлабраде и са њима остао до краја сезоне.

## Репрезентација
Добре партије су га 2006. године препоручиле селектору Драгану Шакоти, али га је повреда спречила да учествује на светском првенству у Јапану. Ипак исти позив је заслужио и 2007. код селектора Моке Славнића, тако да је члан тима који је учествовао на Европском првенству у Шпанији.

## Успеси
- ФМП Железник:
  - Јадранска лига (1): 2005/06.
  - Куп Радивоја Кораћа (1): 2007.

- Гуарос де Лара:
  - Интерконтинентални куп (1): 2016.